# Alex Hirsch

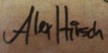
Firma di Alex Hirsch

Alex Hirsch, all'anagrafe Alexander Robert Hirsch (Piedmont, 18 giugno 1985), è un animatore, sceneggiatore, doppiatore, storyboarder e produttore televisivo statunitense, noto per essere l'ideatore nonché uno dei doppiatori principali della serie animata Gravity Falls, trasmessa da Disney XD, e per aver lavorato come sceneggiatore nelle serie animate Le meravigliose disavventure di Flapjack di Cartoon Network e Fish Hooks - Vita da pesci di Disney Channel.

## Biografia
Hirsch ha studiato presso la California Institute of the Arts. Ha iniziato la sua carriera come sceneggiatore e storyboarder della serie animata Le meravigliose disavventure di Flapjack, dove ha lavorato a fianco dei colleghi animatori J. G. Quintel e Pendleton Ward, in seguito noti per aver creato, rispettivamente, le serie animate Regular Show e Adventure Time.
In seguito Hirsch è diventato sceneggiatore, storyboarder e consulente creativo di Fish Hooks - Vita da pesci, serie animata sviluppata assieme a Maxwell Atoms, nella quale dà la voce ai personaggi di Clamantha e Fumble.
Nel 2012 Hirsch ha creato la serie animata Gravity Falls, andata in onda su Disney Channel, nella quale ha doppiato i personaggi di Stan, Soos, McGucket e Bill Cipher, assieme a molti altri personaggi minori apparsi nel corso degli episodi.
Nel 2013 Hirsch ha prestato la sua voce all'ufficiale Concord nell'episodio Terrificante trilogia del terrore della serie animata Phineas e Ferb, andato in onda su Disney Channel.
Verso la fine del 2015 ha fatto un cameo nel video musicale Dance Bitch di Allie Goertz.
Il 6 gennaio 2016 Variety ha riportato la notizia della sottoscrizione di un contratto fra Hirsch e la Fox per la realizzazione di una nuova serie animata.
Dal 2020 presta la sua voce a King e Gufy, due fra i personaggi della serie animata The Owl House - Aspirante strega

## Vita privata
La serie animata Gravity Falls è ispirata alle vacanze estive trascorse durante l'infanzia dello stesso Hirsch assieme a sua sorella gemella Ariel. All'interno della serie sono presenti diversi riferimenti alla vita reale dell'autore, come il fatto di vivere a Piedmont e l'usanza di fare "dolcetto o scherzetto" con sua sorella. Mabel Pines, uno dei personaggi principali di Gravity Falls, oltre a essere ispirata alla figura della sorella, riceve nella serie un cucciolo di maiale come animale domestico, animale che la stessa Ariel ha sempre desiderato da bambina.

## Filmografia parziale

### Doppiatore
- Fish Hooks - Vita da pesci (Fish Hooks) – serie animata, 31 episodi (2010-2014)
- Gravity Falls – serie animata, 40 episodi (2012-2016)
- Gravity Falls Shorts – cortometraggi animati, 15 episodi (2013-2014)
- Phineas e Ferb (Phineas and Ferb) – serie animata, episodio 4x17 (2013)
- Rick and Morty – serie animata, episodio 2x07 (2015)
- Wander (Wander Over Yonder) – serie animata, episodio 2x14 (2016)
- Angry Birds 2 - Nemici amici per sempre (The Angry Birds Movie 2), regia di Thurop Van Orman e John Rice (2019)
- The Owl House - Aspirante strega (The Owl House) – serie animata, 40 episodi (2020-in corso)
- I Simpson (The Simpsons) – serie animata, episodio 33x02 (2021)
- I Mitchell contro le macchine (The Mitchells vs the Machines), regia di Michael Rianda e Jeff Rowe (2021)
- Inside Job – serie animata, 5 episodi (2021-2022)

### Sceneggiatore
- Le meravigliose disavventure di Flapjack (The Marvelous Misadventures of Flapjack) – serie animata, 6 episodi (2008-2009)
- Fish Hooks - Vita da pesci (Fish Hooks) – serie animata, episodi 1x03-1x24 (2010-2011)
- Gravity Falls – serie animata, 37 episodi (2012-2016)
- Gravity Falls Shorts – cortometraggi animati, episodi 5x01-5x02 (2014)
- Kid Cosmic – serie animata, episodi 1x09-1x10 (2021)
- I Mitchell contro le macchine (The Mitchells vs the Machines), regia di Michael Rianda e Jeff Rowe (2021)
- Inside Job – serie animata, episodio 1x03 (2021-2022)

### Storyboarder
- Le meravigliose disavventure di Flapjack (The Marvelous Misadventures of Flapjack) – serie animata, 6 episodi (2008-2009)
- Fish Hooks - Vita da pesci (Fish Hooks) – serie animata, episodi 1x03-1x24 (2010-2011)

## Doppiatori italiani
Da doppiatore è sostituito da:
- Monica Bertolotti in Fish Hooks - Vita da pesci (Clamantha)
- Domenico Brioschi in Gravity Falls (Grunkle Stan)
- Luca Ghignone in Gravity Falls (Soos Ramirez)
- Mario Brusa in Gravity Falls (McGucket, Bill Cipher 1ª voce e Quentin Trembley)
- Simone Lupinacci in Gravity Falls (Bill Cipher 2ª voce)
- Andrea Beltramo in Gravity Falls (Gnomi)
- Dimitri Riccio in Gravity Falls (Tate McGucket)
- Cesare Rasini in Gravity Falls (personaggi vari)
- Gabriele Patriarca in The Owl House - Aspirante Strega (King)
- Federico Campaiola ne I Simpson (Bill Cipher)
- Alessio De Filippis in The Owl House - Aspirante Strega (Gufy)